# Chevaliers de Bahá'u'lláh
C'est Shoghi Effendi (1897-1957), le "Gardien" de la Foi bahá’íe fondée par son arrière-grand-père Bahá'u'lláh (1817-1892), qui lança le titre de Chevalier de Bahá'u'lláh comme distinction honorifique pour les baha'is qui, au cours de la "Croisade de dix ans" (1953-1963), quittèrent leur foyer comme pionniers afin de faire connaître la Foi baha'ie dans des pays, où elle était encore inconnue. 
Shoghi Effendi écrivit les noms de ces "chevaliers de Bahá'u'lláh" sur un rouleau de parchemin, appelé le "Rouleau d'honneur", qui fut solennellement déposé à la qiblih baha'ie sous le seuil d'entrée du mausolée de Bahá'u'lláh par sa veuve Amatu'l-Bahá Rúḥíyyih Khánum (1910-2000) le 28 mai 1992, à l'occasion des festivités célébrant le centenaire du décès de Bahá'u'lláh.

## Liste des Chevaliers de Bahá'u'lláh

### Afrique

#### Afrique-Équatoriale française
- Max Kenyerezi, octobre 1953

#### Afrique-Occidentale française
- Labíb Iṣfáhání, novembre 1953
- Habíb Iṣfáhání, avril 1954

#### Afrique du Sud-Ouest
Ted Cardell, octobre 1953

#### Ashanti (protectorat)
- Benedict Eballa, avril 1954

#### Basutoland (Lesotho)
- Frederick Laws, octobre 1953
- Elizabeth Laws, octobre 1953 (né le 20 septembre 1888 à Saint-Louis dans le Missouri / mort le 24 juin 1977 dans l'État de Washington.

#### Bechuanaland (Botswana)
- John Robarts, février 1954
- Audrey Robarts, février 1954
- Patrick Robarts, février 1954

#### Cameroun britannique
- Enoch Olinga, octobre 1953 (né le 24 juin 1926 / mort le 16 septembre 1979)

#### Cameroun français
- Samuel Njiki, avril 1954
- Meherangiz Munsiff, avril 1954

#### Cap-Vert
- Howard Menking, janvier 1954
- Joanne Menking, janvier 1954

#### Comores
- Mihribán Suhailí, 1954

#### Gambie
- Faríburz Rúzbihíyán, février 1954

#### Guinée-Bissau
- Elsie Schreiber, mai 1954

#### Île Maurice
- Otillie Rhein, novembre 1953 (né en 1903 / mort le 29 octobre 1979 à San Mateo en Californie)

#### Maroc, zone internationale
- Manúchihr Hizárí, septembre 1953
- Hurmuz Zindih, septembre 1953
- Elsie Austin, octobre 1953
- Muhammad `Alí Jalálí, octobre 1953
- Ḥusayn Ardikání, novembre 1953
- Nusrat Ardikání, novembre 1953
- 'Alí Akbar Rafí'í Rafsanjání, novembre 1953
- Sháyistih Rafí'í, novembre 1953 (né en 1882 à Kirmán, Iran / mort le 27 juin 1965 à Meknès)
- `Abbás Rafí'í, novembre 1953
- Richard Walters, avril 1954
- Evelyn Walters, avril 1954
- Richard Suhm, avril 1954
- Mary Suhm, avril 1954

#### Maroc espagnol
- Fawzí Zaynu'l-`Ábidín, octobre 1953 (né le 28 janvier 1911 au Caire / mort le 23 mars 1975 à Glendale en Californie)
- Bahía Zaynu'l-`Ábidín, octobre 1953
- Luella McKay, octobre 1953
- John Fleming, octobre 1953
- Erleta Fleming, octobre 1953
- Alyce Barbara May Janssen, octobre 1953 (née en 1900 / morte le 10 décembre 1964 à santa Rosa en Californie)

#### Protectorat des Territoires du Nord
- Julius Edwards, septembre 1953
- Martin Manga, avril 1954

#### La Réunion
- Opal Jensen, octobre 1953
- Leland Jensen, mars 1954

#### Rhodésie du Sud
- `Izzatu'lláh Zahrá'í, juin 1953
- Claire Gung, octobre 1953
- Kenneth Christian, janvier 1954
- Roberta K. Christian, janvier 1954 (née en 1913 / morte en 1971)
- Joan Powis, février 1954
- `Aynu'd-Dín `Alá'í, décembre 1955
- Ṭáhirih `Alá'í, décembre 1955

#### Río de Oro
- Amín Battáh, octobre 1953

#### Rwanda-Burundi
- Rex Collison, mai 1953 (né en 1892 / mort en 1970)
- Dunduzu Chisiza, juin 1953

#### Sahara espagnol
- Muḥammad Mustafá Sulaymán, octobre 1953 (né en 1898 en Égypte / mort le 14 août 1981)

#### Sainte-Hélène
- Elizabeth Stamp, mai 1954 (née en 1887 / morte en 1970)

#### Seychelles
- `Abbás Kamil, novembre 1953
- `Abdu'l Raḥmán Zarqani, janvier 1954

#### Somalie française
- Fred Schechter, août 1953
- Fahimah Elias, mai 1954
- Sabri Elias, mai 1954

#### Somalie italienne
- Suhayi Samandarí, mars 1953
- Mihdí Samandarí, novembre 1953
- Ursula Samandarí, novembre 1953

#### Swaziland
- Bula Mott Stewart, avril 1954
- John Allen, avril 1954 (né le 16 mai 1907 à Auburn en Californie / mort le 1er septembre 1980 à Stanford en Californie)
- Valera Allen, avril 1954

#### Togo britannique
- Edward Tabe, avril 1954
- Albert Buapiah, avril 1954

#### Togo français
- David Tanyi, avril 1954
- Mavis Nymon, mai 1954
- Vivian Wesson, mai 1954

### Amériques

#### Îles Aléoutiennes
- Elaine Caldwell, juillet 1953
- Jenabe Caldwell, juillet 1953
- Elinore Putney, mai 1954

#### Île d'Anticosti
- Mary Zabolotny, avril 1956

#### Antilles néerlandaises
- Matthew W. Bullock, novembre 1953 (né en 1881 / mort en 1972)
- John Kellberg, avril 1954
- Marjorie Kellberg, avril 1954

#### Îles Bahamas
- Gail Curvin, octobre 1953
- Gerald Curvin, octobre 1953
- Leeanna Curwin, octobre 1953
- Maurice Holmes, octobre 1953
- Ethel May Bowman Holmes, octobre 1953 (née en 1904 / morte en 1972)
- Andrew F. Matthisen, January 1954 (né en 1885 / mort en 1961)
- Mina B. Matthisen, January 1954 (née en 1895 / morte en 1972)

#### Île Baranof
- Helen Robinson, octobre 1953
- Gail Avery, février 1954
- Grace Bahovec

#### Île du Cap-Breton
- Frederick Allen, octobre 1953
- Jeanne Gwendolin Allen, octobre 1953 (née en 1911 / morte en 1969)
- Irving Geary, octobre 1953
- Mabel Grace Geary, octobre 1953 (née en 1888 / morte en 1965)

#### Île de Chiloé
- Zunilde de Palacios, octobre 1953
- Louise Groger, juin 1954

#### Îles Malouines
- John Leonard, février 1954

#### Franklin
- Gale Bone, novembre 1953
- Jameson Bond, novembre 1953

#### Îles Galápagos
- Gayle Woolson, avril 1954
- Haik Kevorkian, mai 1954 (né en 1916 /mort en 1970)

#### Île de Grand Manan
- Doris Richardson, novembre 1953 (né en 1901 /mort le 13 mai 1976)

#### Îles Gulf
- Catherine Huxtable, septembre 1959 (née le 6 janvier 1932 en Angleterre / morte le 25 octobre 1967 à St. Hélène)

#### Guyane britannique
- Malcolm King, octobre 1953 (ne en 1885 / mort le 19 octobre 1966 à la Jamaïque)

#### Guyane française
- Eberhard Friedland, octobre 1953

#### Guyane hollandaise
- Elinor Wolff, octobre 1953
- Robert Wolff, octobre 1953

#### Guyane portugaise
- Jose Xavier Rodrigues, septembre 1953
- Hilda Xavier Rodrigues, septembre 1953

#### Honduras britannique
- Cora Oliver, septembre 1953
- Shirley Warde, octobre 1953

#### Keewatin
- Dick Stanton, septembre 1953

#### Key West
- Arthur Crane, juillet 1953
- Ethel Crane, juillet 1953
- Howard J. Snider, septembre 1953 (né en 1884 / mort en 1970)

#### Île Kodiak
- Jack Hoffman, juillet 1953
- Rose Perkal, juillet 1953
- Bernard Guhrke, février 1954

#### Labrador
- Bruce Matthew, avril 1954
- Howard Gilliland, avril 1954

#### Îles de la Madeleine
- Kathleen Weston, octobre 1953
- Kay Zinky, avril 1954

#### Île Margarita
- Ruth Katharine Meyer, octobre 1953

#### Îles Saint-Pierre et Miquelon
- Ola Pawlowska, octobre 1953

#### Îles de la Reine Charlotte
- Edythe MacArthur, août 1953

#### Île Saint-Thomas
- Elsie Schreiber, février 1954

#### Îles du Vent(Antilles)
- Esther Evans, octobre 1953
- Lillian Middlemast, octobre 1953

#### Îles Sous-le-Vent(Antilles)
- Benjamin Weeden, octobre 1953 (né en 1892 / mort en 1970)
- Earle Render, octobre 1953
- Gladys Anderson Weeden, octobre 1953 (née en 1906 / morte le 13 septembre 1979 à Hebron dans le New Hampshire)
- David Schreiber, février 1954
- Charles Dayton, février 1954
- Mary Dayton, février 1954

#### Yukon
- R. Ted Anderson, septembre 1953
- Joan Anderson, septembre 1953

### Asie

#### Îles Andaman
- K. Fozdar, novembre 1953

#### Bhoutan
- Shápúr Rawhání, juin 1954
- Ardishír Furúdí, juin 1954

#### Brunei
- Harry Clark, février 1954
- Charles Duncan, février 1954
- John Fozdar, avril 1954

#### Archipel des Chagos
- Pouva Murday, mai 1957

#### Daman
- Ghulám-`Alí Kurlawala, juin 1953 (né en 1896 / mort en 1978)

#### Île Diu
- Kaykhusraw Dahamobedi, décembre 1953
- Bahíyyih Rawhání, décembre 1953
- Gulnár Áftábí, décembre 1953

#### Goa
- Rawshan Áftábí, juillet 1953
- Fírúzih Yigánigí, juillet 1953

#### Hadhramut
- Adíb Baghdádí, décembre 1953
- Ḥusayn Halabí, février 1954

#### Hainan
- John Z.T. Chang, août 1959

#### Kârikâl
- Salisa Kirmání, août 1953
- Shírín Núrání, août 1953

#### Îles Kuria-Muria
- Munír Vakíl, janvier 1954 (né en 1900 à Baghdád / mort le 14 février 1976)

#### Macao
- Frances Heller, octobre 1953

#### Mahé
- Lionell Peraji, octobre 1954
- Qudratu'lláh Rawhání, mars 1954
- Khudá-Rahm Muzhgání, mars 1954

#### Îles Mentawai
- Raḥmátu'lláh Muhájir, février 1954 (né en 1923 / mort en 1979 en Équateur)
- Írán Muhájir, février 1954

#### Mongolie
- Sean Hinton, décembre 1988

#### Îles Nicobar
- Jeanne Frankel, juillet 1957
- Margaret Bates, juillet 1957

#### Nouvelle-Guinée hollandaise
- Elly Becking, octobre 1953

#### Pondichéry
- Sa'íd Nahví, juillet 1953
- Shawkat Nahví, mai 1954
- Shiyam Behari Lal, août 1953

#### Sakhaline
- `Abbas Katirai, décembre 1990
- Kezvanieh Katirai, décembre 1990

#### Socotra
- Mirzá Áqá Kamálí Sarvistání, mars 1955 (né en juin 1924 au Sarvestan en Iran / mort le 1er février 1983)

#### Tibet
- Udai Narain Singh, septembre 1955

#### Timor portugais
- Harold Thomas Fitzner, juin 1954 (né en 1893 / mort en 1969)
- Florence Fitzner, juin 1954
- Jose Marques, juillet 1954

### Australasie&Océanie

#### Îles de l'Amirauté
- Violet Hoehne, juillet 1954

#### Îles Carolines
- Virginia Breaks, janvier 1954

#### Îles Cocos
- Frank Wyss, juin 1955

#### Îles Cook
- Edith Danielson, octobre 1953
- Dulcie Dive, janvier 1954

#### Îles Gilbert & Ellice
- Roy Fernie, mars 1954 (né le 20 janvier 1922 / mort le 21 octobre 1964)
- Elena Fernie, mars 1954

#### Archipel Juan Fernández
- Salvador Tormo, octobre 1953
- Adela Tormo, octobre 1953

#### Province des îles Loyauté
- Daniel Haumond, octobre 1955

#### Îles Mariannes
- Robert Powers, Jr., avril 1954
- Cynthia Olson, mai 1954

#### Îles Marquises
- Greta Jankko, mars 1954 (née en 1902 / morte en 1973)

#### Îles Marshall
- Marcia Steward de Matamores Atwater, août 1954 (née en 1904 à Pasadena en Californie / morte en 1966)

#### Nouvelles-Hébrides
- Bertha Dobbins, octobre 1953

#### Îles Salomon
- Gertrude Blum, mars 1954
- Alvin Blum, mars 1954 (né en 1912 / mort en 1968)

#### Îles Samoa
- Lilian Wyss, janvier 1954

#### Îles de la Société
- Gretta Stevens Lamprill, octobre 1953 (née en 1890 /morte en 1972)
- Gladys Irene Parke, octobre 1953 (morte en 1969)

#### Îles Tonga
- Stanley Bolton, Jr., janvier 1954
- Dudley Blakily, juillet 1954 (né en octobre 1902 Morte le 19 décembre 1982 à l'île de Saint-Simons en Géorgie)
- Esla Blakily, juillet 1954

#### Archipel des Tuamotu
- Jean Sevin, janvier 1954

### Europe

#### Açores
- Richard Nolen, octobre 1953 (né le 14 mars 1914 à Almont dans le Michigan / mort le 5 mai 1964 dans l'État de Washington)
- Lois Nolen, octobre 1953

#### Andorre
- William Danjon, octobre 1953

#### Îles Anglo-Normandes
- Ḍíyá'u'lláh Asgharzádih, septembre 1953
- Evelyn Baxter, septembre 1953 (née en 1883 / morte en 1969)

#### Îles Baléares
- Virginia Orbison, août 1953 (morte le 20 novembre 1985)
- Jean Deleuran, décembre 1953
- Tove Deleuran, décembre 1953
- Charles Ioas, janvier 1954

#### Îles Canaries
- Gertrude Eisenburg, novembre 1953
- George True, octobre 1953
- Marguerite True, octobre 1953
- Shawqí Rawhání, juin 1954

#### Chypre
- Abbas Vakil, août 1953
- Robert McKinley, septembre 1953
- Violet McKinley, novembre 1953
- Samira Vakil, novembre 1953

#### Crète
- Rolf Haug, octobre 1953

#### Îles Féroé
- Eskil Ljungberg, juillet 1953

#### Îles de la Frise
- Elsa Maria Grossman, novembre 1953 (née le 19 juillet 1896 à Rosario en Argentine / morte le 6 août 1977)
- Geertrui Ankersmit, octobre 1953
- Ursula von Brunn, octobre 1953

#### Grèce
- Amín Banání, août 1953
- Sheila Banání, août 1953
- Carole Allen, novembre 1953
- Dwight Allen, novembre 1953

#### Hébrides
- Geraldine Graney, octobre 1953

#### Liechtenstein
- Amír Húshmand Manúchihrí, août 1953

#### Îles Lofoten
- Mildred Clark, août 1953 (née le 24 mai 1892 à Manchester dans l'Illinois / morte le 27 mai 1967 à Turku en Finlande)

#### Madère
- Ada Schott, novembre 1953
- Elizabeth Hopper, novembre 1953
- Sara M. Kenny, novembre 1953 (née en 1900 / morte en 1968)
- Ella Duffield, novembre 1953

#### Malte
- Una Townshend, octobre 1953
- Mary Olga Katherine Mills, novembre 1953 (née le 24 octobre 1882 / morte le 2 mai 1974)
- John Mitchell, juillet 1954

#### Moldavie
- Annemarie Krüger

#### Monaco
- Mellie French, septembre 1953
- `Azízu'lláh Navídí, février 1954
- Shamshí Navídí, février 1954
- Olivia Kelsey, mars 1954 (née le 9 février 1889 à Delaware County dans l'Ohio / morte le 13 octobre 1981 à Yellow Spring dans l'Ohio)

#### Orcades
- Charles Dunning, octobre 1953

#### Rhodes
- Elizabeth Bevan, janvier 1954

#### Roumanie
- Fereidun Khazrai, novembre 1968

#### Biélorussie
- Helmut Winkelbach, décembre 1978

#### Sardaigne
- Marie Ciocca Holmlund, octobre 1953 (née en 1929 / morte en 1968)

#### Saint-Marin
- Tábandih Paymán, novembre 1953
- Suhráb Paymán, avril 1954

#### Shetland
- Brigitte Lundblade (née Hasselblatt), septembre 1953 (née en 1923 / morte le 17 mai 2008)

#### Sicile
- Emma Rice, octobre 1953
- Stanley Bagley, octobre 1953
- Florence Bagley, octobre 1953
- Carol Bagley, octobre 1953
- Gerrold Bagley, octobre 1953
- Susan Bagley, octobre 1953

#### Spitzberg
- Paul Adams, juin 1958